# Argyrohyrax
Argyrohyrax és un gènere extint de mamífers notoungulats de la família dels interatèrids que visqueren a Sud-amèrica durant l'Oligocè, fa entre 23 i 28,1 milions d'anys. Se n'han trobat restes fòssils a l'Argentina i Bolívia. Les espècies d'aquest grup tenien dents postcanines que mai no deixaven de créixer. Eren els interaterins més grossos del Deseadà. Es diferencien de parents propers com ara Cochilius i Progaleopithecus en el fet que, en el maxil·lar superior, la dent canina i la segona premolar se sobreposen a la primera premolar. El nom genèric Argyrohyrax significa ‘Hyrax d'argent’ (en referència a La Plata).